# Tek na smučeh (šport)
Tek na smučeh je vrsta hitre hoje, oziroma teka na smučeh, ki se v glavnem goji v nižinskih ali nižjih alpskih predelih. Glede na konfiguracijo terena je tek na smučeh po ravnini, v klanec in s klanca različen. Tek na smučeh ni le tekmovalen šport, ampak v obliki turnega smučanja in izletov ena najbolj zdravih športno - rekreativnih dejavnosti. 

## Zgodovina
Praoblika smuči, ki naj bi onemogočala pogrezanje v visok sneg, je stara kakih 1200 let. Dokaze o smučeh imamo že od okoli leta 2500 pred našim štetjem. Na otoku Rödöy na Norveškem so v votlini odkrili risbe smučarjev lovcev, ki so zasledovali živali na nekakšnih lesenih smučeh. Znana najdišča sta se Hoting (Švedska) in risbe smučarjev v votlini blizu Zalavruga ob Belem morju. Po risbah sodeč so smučali na asimetričnih smučeh, po daljši so drseli, s krajšo pa so se odrivali. V skandinavski mitologiji so smuči večkrat omenjene, smučarji lovci pa so značilni tudi za Azijo. V srednjem veku je smučanje sodilo k viteškim sposobnostim. Zgodovinsko dokazani prvi smučarski tek na dolge proge sodi v leto 1521, ko je poznejši švedski kralj Vasa pretekel s svojimi vojaki med vstajo proti Dancem na smučeh kakšnih 90 km v ostrem tempu. V spomin na ta dogodek prirejajo na Švedskem vsako leto tek od Salena do Moore (Vassaloppet), ki se ga udelezi vec tisoč tekačev. Prvo tekmovanje v današnjem pomenu besede, pa so priredili v Christianiji (danes Oslo), leta 1769. V začetku 19. stoletja se je pod norveškim vplivom ze začenjala razvijati tehnika smučarskega teka. Leta 1870 so v Lillerhammru ustanovili prvi smučarski klub na svetu. Posebne zasluge za popularizacijo in širjenje smučarskega teka ima norveški raziskovalec Fridtjof Nansen, ki je leta 1888 s petimi spremljevalci v 42 dneh presmučal preko 600 km po neraziskanih snežnih prostranstvih Grönlanda.

## Smučarski tek na OI
Od prvih Zimskih olimpijskih iger (1924, Chamonix, Francija) je smučarski tek tudi v olimpijskem programu, sprva le za moške, od leta 1952 pa tudi za ženske. Tekmovanja v teku na smučeh potekajo v dveh tekaških tehnikah in na več razdaljah. Starejša je klasična tehnika (podobna hoji, le da se drsi po smučeh), kjer ima tekač smuči namazane s posebno mažo, ki preprečuje zdrsljaj smučke nazaj. Kasneje se je razvila drsalna tehnika, skating (po smučeh se drsi v »škarjastem« koraku). Za to tehniko ni potrebna nobena maža z izjemo voskov za hitrejše drsenje, ki pa jo potrebujejo le tekmovalci. Osnovne tekmovalne discipline za članice in člane, po nedavnih spremembah pravilnika in tekmovalnega sistema so naslednje:

### Ženske
- tek na 10 km (posamezno),
- dvojno zasledovanje na 15 km (7,5 klasično + 7,5 prosto) s skupinskim štartom,
- maraton na 30 km (posamezni ali skupinski štart),
- ekipni šprint (dve tekmovalki, tečeta izmenično, vsaka po trikrat),
- šprint (do 1500 m; tečejo se kvalifikacije, nato najboljših 30 izločilni teki)
- štafeta (štirikrat po 5 km, prvi dve tekmovalki tečeta v klasični tehniki, drugi dve v prosti)

### Moški
- tek na 15 km,
- dvojno zasledovanje na 30 km (15 km + 15 km),
- maraton na 50 km,
- ekipni šprint,
- šprint in
- štafeta (štirikrat 10 km)

V sezoni 2006/2007 so tudi prvič poskusno uvedli novoletno turnejo v smučarskem teku, t. i. Tour de ski. Gre za več zaporednih tekem v vseh posameznih disciplinah, razen maratonu, ki poteka v dneh okoli novega leta. Tudi tu se, podobno kot pri skakalni turneji točke, seštevajo časi, pred zadnjo tekmo v nizu Toura pa vodilni tekmovalec po času štarta prvi, za njim pa še vsi ostali, glede na zaostanek, ki so si ga nabrali na predhodnih tekmah. Zmagovalec Toura je tisti, ki prvi prečka ciljno črto na zadnji tekmi. Točke za svetovni pokal pa se štejejo samo v primeru, da se je tekmovalec na Touru uvrstil med prvih trideset.